# Пояна-Мерулуй (комуна)
Пояна-Мерулуй (рум. Poiana Mărului) — комуна у повіті Брашов в Румунії. До складу комуни входить єдине село Пояна-Мерулуй.
Комуна розташована на відстані 144 км на північний захід від Бухареста, 24 км на захід від Брашова.

## Населення
За даними перепису населення 2002 року у комуні проживали 5042 особи.
Національний склад населення комуни:
| Національність | Кількість осіб | Відсоток |
| -------------- | -------------- | -------- |
| румуни         | 5028           | 99,7%    |
| угорці         | 6              | 0,1%     |
| цигани         | 4              | 0,1%     |
| німці          | 4              | 0,1%     |

Рідною мовою назвали:
| Мова      | Кількість осіб | Відсоток |
| --------- | -------------- | -------- |
| румунська | 5037           | 99,9%    |
| угорська  | 3              | 0,1%     |
| німецька  | 2              | < 0,1%   |

Склад населення комуни за віросповіданням:
| Релігія       | Кількість осіб | Відсоток |
| ------------- | -------------- | -------- |
| православні   | 4939           | 98,0%    |
| п'ятдесятники | 71             | 1,4%     |
| бретрени      | 14             | 0,3%     |
| римо-католики | 7              | 0,1%     |
| баптисти      | 5              | 0,1%     |
| адвентисти    | 1              | < 0,1%   |
| унітарії      | 1              | < 0,1%   |